# Регуляционное сооружение

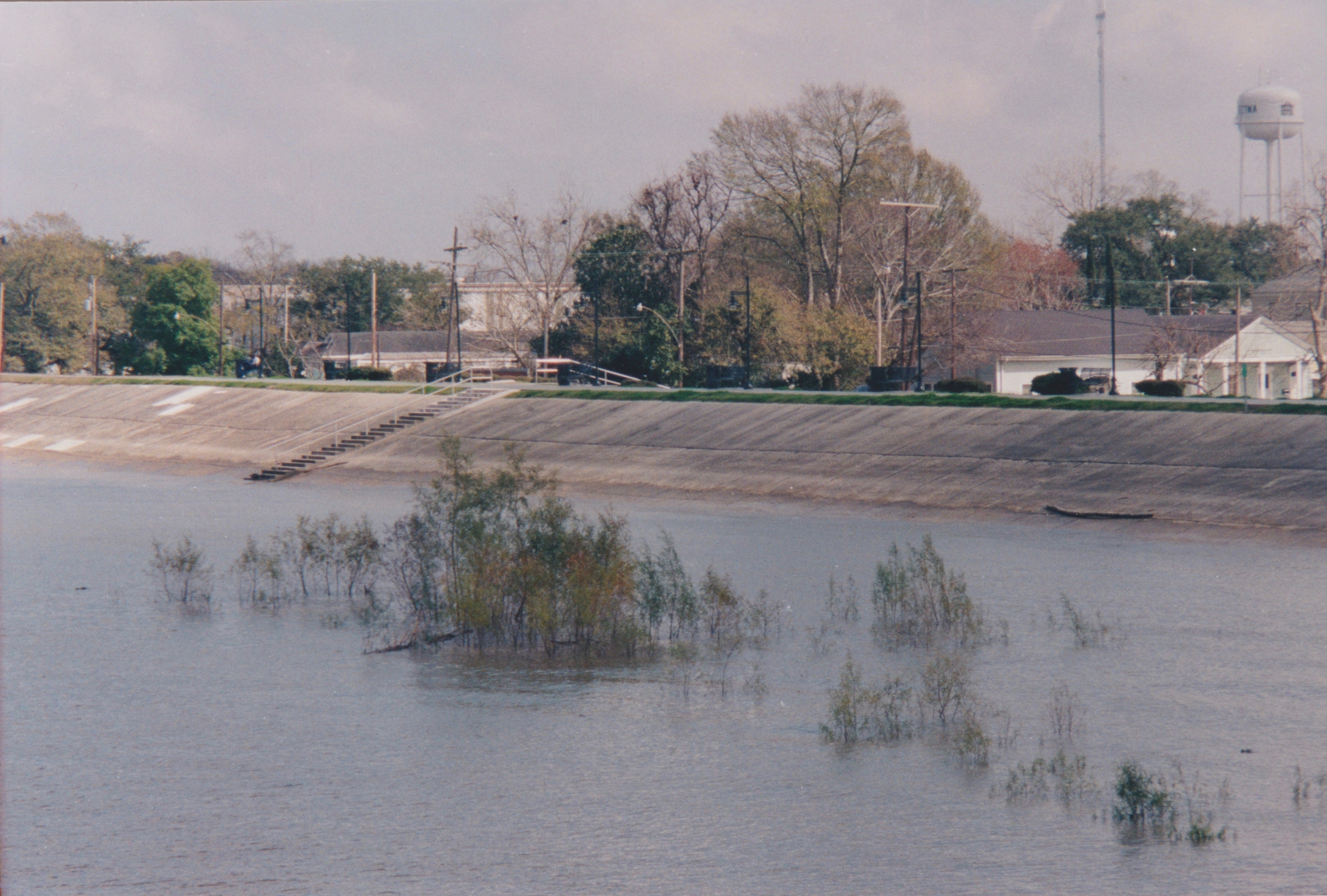
Ограждающий вал на реке Миссисипи

Регуляционное сооружение (также выправительное сооружение) — гидротехническое сооружение, созданное для «регулирования» (выправления формы и водного режима) русла реки с целью защиты от наводнения или обеспечения судоходства.
Регуляционные сооружения могут быть продольными (расположенными вдоль русла, например, ограждающий вал), поперечными (например, запруда) и комбинированными. Сплошные сооружения блокируют весь поток воды, сквозные — пропускают часть потока, тем самым перераспределяя расход воды (и с ним скорость течения и количество наносов) по сечению русла.
Долговременные сооружения тяжёлого типа (например, дамбы) являются капитальными постройками и должны противостоять разрушению от воды и льда, а также деформациям основания; при их строительстве используется каменная наброска, тюфячная кладка, фашины, свайные и ряжевые конструкции, грунт с каменной или фашинной облицовкой.
Лёгкие регуляционные сооружения применяются на малых реках и зачастую являются временными, выполняются в виде плетней и завес из хвороста, заграждений из ветвей, грунтовых насыпей без покрытия.